# Todd J. Greenwald
Todd J. Greenwald est un producteur de séries télévisées et un scénariste américain. Il a notamment écrit et produit la série Les Sorciers de Waverly Place. Todd Greenwald a également participé à l'écriture et à la production d'autres séries, comme Hannah Montana, Génération musique ou encore City Guys. 

## Biographie
Todd Greenwald est diplômé de l'Emerson College en 1991.

## Filmographie
- Génération musique (1992) (producteur)
- Saved by the Bell: The New Class (1993–1995) (scénariste)
- Hang Time (1995) (producteur consultant)
- Life with Roger (1996) (scénariste)
- City Guys (1999–2001) (scénariste, producteur exécutif)
- According to Jim (2001–2002) (scénariste)
- Family Affair (2002) (scénariste)
- D.O.T.S. (2004) (TV pilot) (scénariste, producteur exécutif)
- Hannah Montana (2006-2007) (scénariste, producteur exécutif)
- Les Sorciers de Waverly Place (2007–2012) (créateur, scénariste, producteur exécutif)